# Demetrio Volcic
Demetrio Volcic (n. 22 noiembrie 1931, Ljubljana, Regatul Iugoslaviei – d. 5 decembrie 2021, Gorizia, Friuli-Veneția Giulia, Italia) a fost un jurnalist celebru al RAI, politician  italian, fost membru al Parlamentului European în perioada 1999–2004 din partea Italiei. 